# Чемпіонат Німеччини з хокею 1929
Чемпіонат Німеччини з хокею 1929 — 13-й регулярний чемпіонат Німеччини з хокею, чемпіоном став клуб СК Берлін.
Матчі чемпіонату проходили 19 та 21 лютого 1929 року на озері Ріссерзеє в містечку Гарміш-Партенкірхен.

## Попередній етап

### Група А
- СК Берлін — ХК Фюссен 1:0
- СК Берлін — ВдС Тільзіт 11:1
- ХК Фюссен — ВдС Тільзіт 6:1

| М  | Команда     | І | Пер | Н | Пор | Ш    | О |
| -- | ----------- | - | --- | - | --- | ---- | - |
| 1. | СК Берлін   | 2 | 2   | 0 | 0   | 12:1 | 4 |
| 2. | ХК Фюссен   | 2 | 1   | 0 | 1   | 6:2  | 2 |
| 3. | ВдС Тільзіт | 2 | 0   | 0 | 2   | 2:17 | 0 |

Скорочення: М = підсумкове місце, І = ігри, Пер = перемоги, Н = нічиї, Пор = поразки, Ш = закинуті та пропущені шайби, О = набрані очки

### Група В
- СК Ріссерзеє — СК Бранденбург Берлін 2:0
- СК Ріссерзеє — ХК Штутгарт 9:0
- СК Бранденбург Берлін — ХК Штутгарт 6:0

| М  | Команда               | І | Пер | Н | Пор | Ш    | О |
| -- | --------------------- | - | --- | - | --- | ---- | - |
| 1. | СК Ріссерзеє          | 2 | 2   | 0 | 0   | 11:0 | 4 |
| 2. | СК Бранденбург Берлін | 2 | 1   | 0 | 1   | 6:2  | 2 |
| 3. | ВдС Тільзіт           | 2 | 0   | 0 | 2   | 0:15 | 0 |

## Матч за 3-є місце
- СК Бранденбург Берлін — ХК Фюссен 4:0

## Фінал
- СК Берлін — СК Ріссерзеє 2:1

## Склад чемпіонів
Склад СК Берлін: Альфред Штайнке, Макс Гольцбоер, Густаф Юганссон, Густав Єнеке, Герберт Брюк, Еріх Ремер, Райгенхайм, Руді Бол, Гайнц Бол.